# 三防膠
三防膠（Conformal coating）是印刷電路板上的透明聚合物薄膜，會維持印刷電路板的外形，並且保護印刷電路板上的電子元件。三防膠厚度一般會在25-250 μm（微米）之間。
在電路板上塗佈三防膠的方式有很多種，例如刷製、噴塗、點膠、浸塗等。三防膠的材料有聚甲基丙烯酸甲酯、矽氧樹脂、聚氨酯和聚对二甲苯，其用途和特性都不同。若電子設備運作在惡劣環境下，需要額外的保護，許多電路板會用塗佈一層透明的三防膠保護，替代灌封的保護方式。
三防膠會保護電子電路，避免受到外界環境的影響，有防濕氣、防塵、防化學物質的效果。近來也有用三防膠來減少錫鬚的形成，也可以避免位置太過靠近元件之間的洩放電。